# Habsburg Mária Antónia főhercegnő
Ausztriai Mária Antónia (németül: Maria Antonia von Österreich; Bécs, Habsburg Birodalom, 1669. január 18. – Bécs, Habsburg Birodalom, 1692. december 24.) Habsburg-házból való osztrák főhercegnő, II. Miksa Emánuellel 1685-ben kötött házassága révén bajor választófejedelemné 1692-ben bekövetkezett korai haláláig, valamint 1673-tól anyai nagybátyja, II. Károly spanyol király örököse a spanyol trónon.
A főhercegnő volt I. Lipót német-római császár és Ausztriai Margit Terézia császárné legidősebb, egyben egyetlen felnőttkort megért gyermeke. Féltestvérei között vannak a későbbi I. József és VI. Károly császárok is. A bajor választófejedelemmel kötött 1685-ös házasságából született fia, József Ferdinánd, Asztúria hercege, a Spanyol Birodalom kijelölt várományosa, aki azonban hatéves korában elhunyt.
Mária Antónia főhercegnő 1692-ben halt meg, pár hónappal fia születését követően, gyermekágyi láz következtében, mindössze huszonhárom éves korában. Bécset, a kapucinusok templomának császári kriptájában temették el.

## Élete

### Származása, ifjúkora
I. Lipót német-római császár és magyar király és első felesége, Margit Terézia spanyol infánsnő másodszülött gyermekeként született. Négyéves korától félárva volt, ekkor halt meg ugyanis huszonkét éves édesanyja. Két öccse (Ferdinánd Vencel és János Lipót) és egy húga (Mária Anna Antónia) közül egyedüli gyermekként érte el a felnőttkort.
1676-ban, hétéves korában eljegyezték anyai nagybátyjával, a testileg és szellemileg visszamaradott II. Károly spanyol királlyal, az eljegyzést azonban később felbontották, s Károly 1679-ben XIV. Lajos francia király unokahúgát, Mária Lujza orléans-i hercegnőt vette feleségül.

### Házassága
1685. július 15-én Bécsben férjhez ment II. Miksa Emánuel bajor választófejedelemhez, akihez rokoni szálak fűzték, ugyanis II. Miksa Emánuel apai nagyanyja, Mária Anna osztrák főhercegnő (1610-1665) és Mária Antónia apai nagyapja, III. Ferdinánd német-római császár és magyar király (1608-1657) testvérek voltak. Házasságuk szerencsétlenül alakult. Miksa Emánuel meglehetősen elhanyagolta fiatal feleségét, s első gyermekük is csak a házasságkötés után négy évvel, 1689-ben született meg, de a csecsemő a születése után három nappal meghalt. Egy évvel később, 1690. november 28-án második gyermekük halva született.

### Visszatérés Bécsbe
Férjét a következő évben, 1691-ben I. Lipót Spanyol-Németalföld helytartójává nevezte ki. II. Miksa Emánuel 1692 tavaszán Brüsszelbe költözött, mialatt Mária Antónia egyedül, áldott állapotban visszatért apjához Bécsbe, ahol 1692. október 27-én megszületett harmadik fia, József Ferdinánd Lipót. Fia születését azonban alig két hónappal élte túl, 1692. december 24-én a szülést követő gyermekágyi lázban meghalt. Anyja mellett temették el a Habsburgok hagyományos temetkezőhelyén, a bécsi kapucinusok templomának kriptájában.

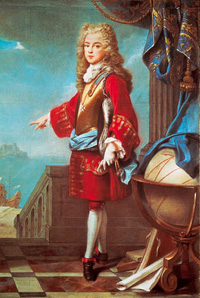
József Ferdinánd bajor herceg portréja (Joseph Vivien műve, 1698)

### Öröksége
Mária Antónia anyja révén, mint IV. Fülöp spanyol király unokája, örökölte annak jogosultságát a spanyol trónra, 1692-ben készített végrendeletében azonban lemondott trónigényéről, és azt kiskorú fiára, József Ferdinánd Lipót hercegre (1692–1699) ruházta át. Ezenkívül arról is rendelkezett, hogy fia korai halála esetén a nagyapa, I. Lipót császár és az osztrák Habsburgok vegyék birtokba a spanyol örökséget.

### Elhunytát követő események
A gyermektelen II. Károly spanyol király 1698-ban József Ferdinánd Lipót bajor herceget, IV. Fülöp spanyol király dédunokáját tette meg trónjának örökösévé, 1699. február 6-án azonban a hét esztendős József Ferdinánd herceg váratlanul meghalt (gyaníthatóan megmérgezték), és XIV. Lajos francia király unokája, Anjou Fülöp lett a spanyol trónörökös. Emiatt tört ki 1701-ben a spanyol örökösödési háború.

## Gyermekei
- Lipót Ferdinánd (München, 1689. május 22. – München, 1689. május 25.)
- Antal (*/† München, 1690. november 28.)
- József Ferdinánd Lipót (Bécs, 1692. október 27. – Brüsszel, 1699. február 6.), utóbb Asztúria hercege.